# Palazzo Piscicelli

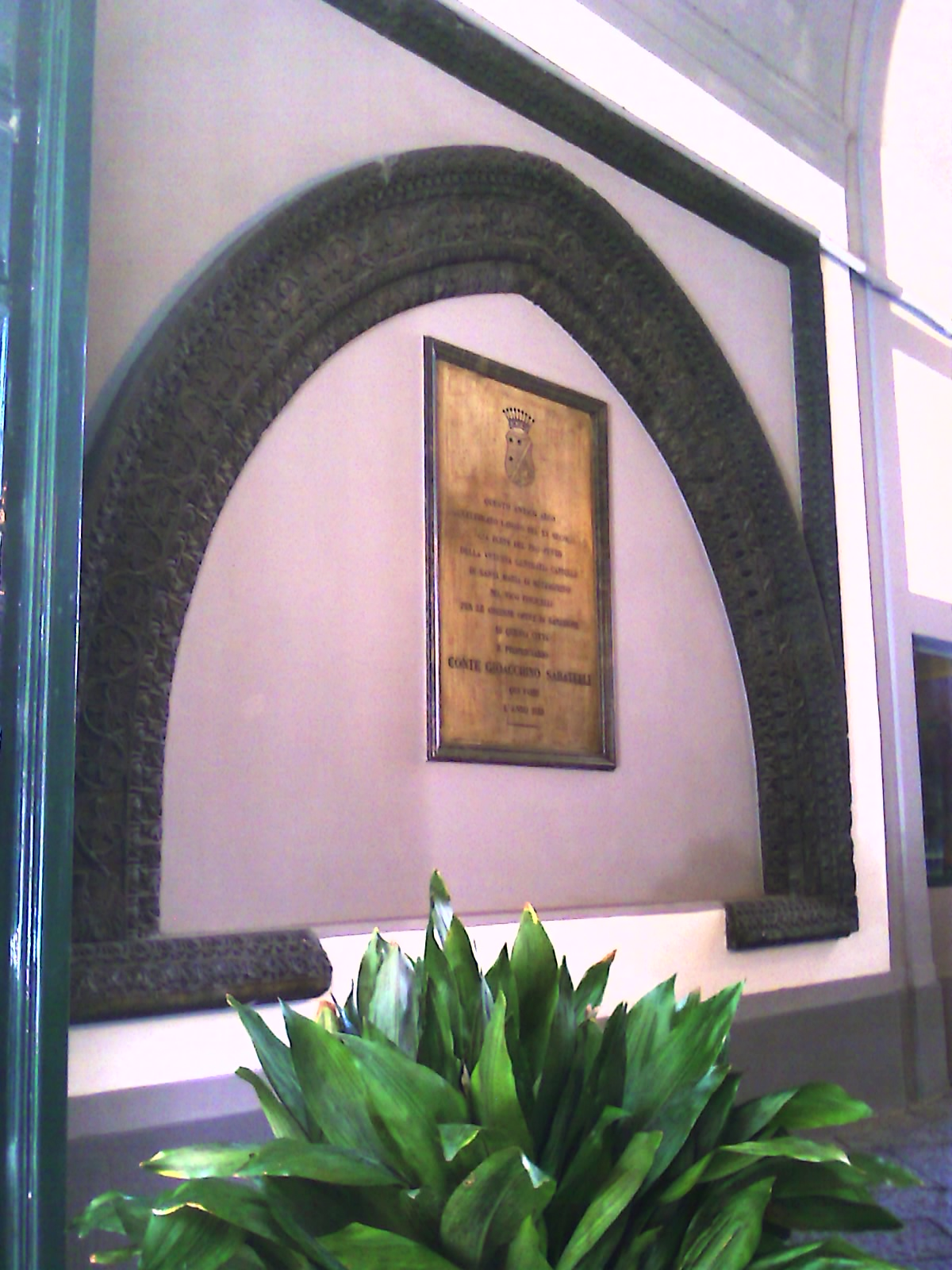
Portal, das ursprünglich aus dem Palazzo Piscicelli stammt und dann im Palazzo Castriota Scanderbeg in Neapel eingesetzt wurde

Der Palazzo Piscicelli war ein Palast aus dem 14. Jahrhundert im Viertel San Lorenzo in Neapel in der italienischen Region Kampanien. Er lag im Vico Piscicelli, einer kleinen Gasse zwischen dem Vico Scassacocchi und dem Vico della Pace.

## Geschichte
Der Palast, der auch eine Kapelle namens Santa Maria di Mazzagosto besaß, wurde in den letzten Jahren des 14. Jahrhunderts unter der Leitung des Architekten Giacomo de Santis errichtet. Im Jahre 1470 ließ der Adlige Bernardo Piscicelli, der ihn von seinem Onkel Nicola Piscicelli, Erzbischof von Salerno, erhalten hatte, neu aufbauen, wie eine Inschrift an der Mauer, die heute nicht mehr existiert, kundtat:

“BERNARDUS PRISCICELLUS PATRITIUS NAEP / JOANNIS PISCICELLI / FERDINANDI I REGIS A LATERE CONSILIARIJ / A GRAVIS ARMATURAE PRAEFECTI FILIUS / DUM HANC / A NICOLARO PATRUO ARCHIEP SALERNITANO / DONO ACCEPTAM INSTAURAVIT ANNO DOMINI 1470“
(dt.: Der Patrizier Bernardo Piscicelli, Sohn von Giovanni Piscicelli, Präfekt und Ratsherr an der Seite des Königs Ferdinand I. ließ im Jahr 1470 dieses Haus restaurieren, das er als Geschenk von seinem Onkel väterlicherseits, Nicola Piscicelli, Erzbischof von Salerno, erhalten hatte.)

Der Palast, der bereits Mitte des 19. Jahrhunderts eine Ruine war, wurde während der Stadtsanierung Ende des 19. Jahrhunderts abgerissen. Von dem ursprünglichen Gebäude aus der Zeit der Herrschaft des Hauses Anjou ist heute nur noch das Portal erhalten, das 1889 in die Fassade des Palazzo Castriota Scanderbeg eingesetzt wurde.
Die Chiarinis nehmen an, dass das Portal aus der Kapelle des Palastes stammte.

## Quelle
- Aurelio De Rose: I palazzi di Napoli. Newton & Compton, Rom 2001, ISBN 88-541-0122-2.

Koordinaten: 40° 51′ 5,6″ N, 14° 15′ 42,5″ O